# Pouteria eugeniifolia
Pouteria eugeniifolia là một loài thực vật có hoa trong họ Hồng xiêm. Loài này được (Pierre) Baehni miêu tả khoa học đầu tiên năm 1942.